# تپه گورستان قهرمانلو
تپه قبرستان قهرمانلو مربوط به دوره اشکانیان - دوره ساسانیان - سده‌های اولیه دوران‌های تاریخی پس از اسلام است و در شهرستان میانه، بخش مرکزی، دهستان اوچ تپه شرقی، ۳۰۰ متری جنوب روستای قهرمانلو واقع شده و این اثر در تاریخ ۲۷ آبان ۱۳۸۶ با شمارهٔ ثبت ۲۰۱۸۸ به‌عنوان یکی از آثار ملی ایران به ثبت رسیده است.